# 강남좌파
강남좌파(江南左派)는 대한민국 사회의 진보적 이념이나 생각을 가진 고학력, 고소득 계층을 지칭한다. 2005년 강준만 전북대 신문방송학과 교수가 열린우리당을 비롯한 범여권 386세대 인사들의 자체모순적 행태를 비꼬는 말로 쓰면서 일부 학계와 언론계 등에서 사용되기 시작했다. 당시에는 범여권 386 인사들의 특성을 비꼬는 말이었지만 최근에는 신개념의 전문직, 문화계 종사자, 학자 또는 고유한 특성을 가진 집단군을 지칭하는 용어로 확대되어 쓰이고 있다. 물론 의식과 물질이 따로 노는 이 같은 경향은 때때로 가진 자의 위선이나 허위의식이라고 비판받기도 한다. 그러나 '사회 양극화 방지', '인권', '평등개념' 등 이들의 의식적 진보성이 많은 사회운동과 변혁의 동인이 돼 왔음은 부인할 수 없다.

## 책
- 강준만 (2011). "강남좌파." 인물과 사상사. ISBN 9788959061891.

## 같이 보기
- 리무진 리버럴(영어판)
- 캐비어 좌파(영어판)
- 샴페인 사회주의자(영어판)
- 정치적 올바름(PC)
- 문화막시즘(문화마르크스주의)
- 강준만
- 진보주의
- 힙스터